# グローバル直列化可能性
グローバル直列化可能性（グローバルちょくれつかかのうせい）あるいはモジュラー直列化可能性（モジュラーちょくれつかのうせい）は、データベース、トランザクション処理（トランザクション管理）や他のトランザクショナル分散アプリケーションでは、トランザクションのグローバルスケジュールの一性質である。